# William Draper
William Henry Draper (ur. 11 marca 1801, zm. 3 listopada 1877) – kanadyjski polityk, prawnik i sędzia, premier tytularny rządu Prowincji Kanady.

## Życiorys
Urodził się niedaleko Londynu, w posiadłości ojca, pastora Henry’ego Drapera. Młody William odebrał staranne wykształcenie na poziomie średnim, lecz w wieku 15 lat zbiegł z domu zaciągając się do floty handlowej jako prosty marynarz. Odbył co najmniej dwie morskie podróże handlowe do Indii po czym osiedlił się w Górnej Kanadzie. Początkowo zamieszkał w Cobourgu, gdzie wszedł w środowisko oranżystów. Potem przeniósł się do Port Hope, gdzie został nauczycielem, a następnie rozpoczął studia prawnicze. W 1828 był już członkiem miejscowej palestry, w której zrobił błyskawiczną karierę. W ciągu kilku lat zdobył sławę najzdolniejszego prawnika w swym środowisku. Swą elokwencją zaskarbił sobie przydomek Sweet William. Równocześnie z prowadzeniem praktyki, Draper zaczął się udzielać w konserwatywnym środowisku politycznym kolonii, z czasem stając się jedna z najważniejszych postaci miejscowej grupy nacisku znanej jako Family Compact. Draper wszedł w kręgi oficjalnej polityki w 1836 pokonując w wyborach do kolonialnego parlamentu kandydata reformistów. Od tego momentu Draper stał się aktywnym politykiem podejmując wiele funkcji administracyjnych. Był blisko związany z gubernatorem Zachodniej Kanady Edmundem Headem, choć ich drogi później się rozeszły. Draper szybko awansował w lokalnej hierarchii politycznej będąc powołanym do rady legislacyjnej. W 1836 posłował do Londynu, gdzie próbował załatwić dotacje dla pogrążonego w kryzysie skarbu kolonialnego. Zimne i niechętne przyjęcie przez aroganckich urzędników kolonialnych spowodowało u niego trwałą niechęć do metropolii.
Krótko po jego powrocie do Kanady, wybuchły tam dwie rebelie. W czasie krótkiej paniki, zanim rebelia w Górnej Kanadzie została stłumiona, w posiadłości Drapera schronił się wraz z rodziną gubernator Head. Po stłumieniu rebelii Draper, sprawujący wtedy funkcję prokuratora generalnego kolonii, włączył się aktywnie w prześladowania uczestników rebelii. W tym też czasie Draper rozpoczął tworzenie partii konserwatywnej, która choć opierała się na ideologii Family Compact, to adaptowała niektóre postulaty reformistów dążąc do politycznego usamodzielnienia się kolonii.
Jedną z konsekwencji rebelii były konstytucyjne zmiany w obu Kanadach, których wynikiem było utworzenie jednej kolonii – Prowincji Kanady ze wspólnym dla obu jej części, ściśle, przynajmniej w pierwszym okresie, kontrolowanym przez gubernatora rządem.
Jako jeden z najbardziej prominentnych polityków konserwatywnych został pierwszym ko-premierem Prowincji Kanady w 1841, a następnie sprawował jeszcze trzykrotnie funkcje premiera tytularnego Prowincji w latach 1842–1847. Do największych zasług Drapera jako premiera należało wprowadzenie jednolitego prawa szkolnego oraz przeforsowanie zasady, że tylko rząd kolonialny może nakładać podatki na jej mieszkańców. W 1845 rząd Drapera-Papineau, zdołał przeprowadzić ustawę rekompensującą starty z powodu rebelii, będącą pewną formą rehabilitacji rebeliantów, która po wcześniejszej amnestii była kolejnym krokiem w normalizacji sytuacji w Kanadzie. Draper zdołał także skłonić gubernatora Charles Metcalfe do złagodzenia restrykcji w oficjalnym użyciu języka francuskiego w Kanadzie Wschodniej. Draper odegrał także aktywną rolę w reformie politycznej w Prowincji Kanady umożliwiającej wprowadzenie rządów przedstawicielskich.
Po wycofaniu się z polityki w 1847 Draper powrócił do praktykowania prawa, sprawując szereg funkcji w kolonialnym systemie sprawiedliwości, ostatecznie zostając głównym sędzią prowincji. Draper brał także czynny udział jako przedstawiciel Kanady, we wstępnych pracach nad brytyjską polityką wobec Kompanii Zatoki Hudsona.
Mimo wycofania się z czynnego życia politycznego Draper do ostatnich swych dni był niezwykle aktywnym obywatelem udzielającym się w całym spektrum stowarzyszeń, od religijnych, np. St. George Society, sportowych – Toronto Cricket Club, kulturalnych – Philharmonic Society i naukowaych – Wycliffe College. W tym ostatnim przedsięwzięciu współpracował z pochodzącym z Polski Kazimierzem Gzowskim.